# Любине
Лю́бине — село в Україні, у Широківській сільській громаді Баштанського району Миколаївської області. Населення становить 121 особу.

## Населення

### Мова
Розподіл населення за рідною мовою за даними перепису 2001 року:
| Мова       | Кількість | Відсоток |
| ---------- | --------- | -------- |
| українська | 118       | 97.52%   |
| російська  | 3         | 2.48%    |
| Усього     | 121       | 100%     |